# Национален институт „Осолински“
Националният институт „Осолински“ (на полски: Zakład Narodowy im. Ossolińskich) е научен и културен институт във Вроцлав, Полша, преместен от Лвов след Втората световна война.
Той е сред най-важните и най-стари средища на полската култура, за което говори преди всичко богатата библиотека, която включва важни старопечатни и ръкописни издания.
Институтът е основан от Юзеф Максимилиан Осолински в Лвов. Първоначално институтът се издържа от доходите на Осолински. След изселването на поляците от Лвов институтът е преместен във Вроцлав, където се намира и до днес.
Понастоящем продължава своята мисия като национално учреждение, чийто патрон е президентът на Република Полша. Неговата цел е да поддържа националната библиотека Ossolineum и да умножава нейните колекции, особено в областта на полската и славянската хуманистика; да подкрепя и провежда научноизследователски изследвания, както и издателска дейност. Институтът издва серията „Национална библиотека“.
В състава на института понастоящем влизат: Библиотека Ossolineum, Музеят на Любомирските князе, Музеят на Пан Тадеуш и Издателство Ossolineum.

## История
Институтът е основан през 1817 г. от Юзеф Максимилиан Осолински и отворен в Лвов през 1827 г. До 1939 г. включва библиотеката, издателството и Музея на Любомирските князе.
От основаването му до 1945 г. Институтът се помещава в бившия манастир (с църква) на сестрите кармелитки на ул. „Осолински“ № 2 в Лвов. След Първата подялба на Полша манастирът е в развалини. Реставрирането му е дело на Юзеф Бем и Йежи Глоговски. През 1823 г. към Института е присъединен и Музеят на Любомирските князе, основан от княз Хенрик Любомирски.
По време на австрийското владичество в Галиция Ossolineum съсредоточава полското интелектуално движение и е сред най-важните средища, което работи за запазването на полската култура по време на подялбите и насилственото понемчване. По онова време е под натиск чрез полицейска ревизия и арестуване на работещите там.
В съответствие с намеренията на основателя Институтът се нарежда сред най-важните средища за изучаване на полската история и литература, книгохранилището му при това е сред най-големите в Полша.
След завладяването на Лвов от СССР през септември 1939 г. Институтът претърпява сериозна реорганизация. През 1940 г. правният статут на Института е отменен от съветските власти, колекциите са национализирани, а самият институт е включен в структурата на Академията на науките на СССР и се превръща в негов научен институт.
По време на германската окупация на Лвов (29 юни 1941 – 27 юли 1944) библиотека Ossolineum е включена в германската структура Държавна библиотека Лемберг (Staatsbibliothek Lemberg). В началото на 1944 г. германските власти заповядват да се извърши евакуация на лвовските библиотечни колекции. Професор Мечислав Гембарович подготвя книгите, като въпреки ясните инструкции да се евакуира само германската литература приготвя за транспорт най-ценните издания на Ossolineum, които включват ръкописи, документи, старопечатни издания.
През март и април 1944 г. евакуираните сборници от Ossolineum пристигат в Краков, където преживяват периода на военните действия, скрити в Ягелонската библиотека. През лятото на 1944 г. тези сборници са превозени от германците на запад и са складирани в местността Аделин (сега Загродно). Там преживяват края на войната и обогатяват Библиотека Ossolineum във Вроцлав през 1947 г.
След повторното съветско завладяване на Лвов от август 1944 г. Ossolineum функционира като Полски сектор на Лвовската библиотека на Академията на науките на СССР. През същата година за първи път в Лвов започва т.нар. акция за очистване на музейните и библиотечни сбирки от вредни творби, която е ръководена от украинци от Украинския музей на изкуството.
Целта на акцията е да заличи 600-годишното присъствие на полската култура по тези земи чрез събирането на сборници и експонати, които са идеологично неправилни.
През 1946 – 1947 г. украинците извършват подялба на лвовските сборници. Приемат правило, че всички материали, произлизащи или отнасящи се към земите, които лежат на изток от линията Кързън, особено материалите (според схващането на украинската комисия) по историята и културата на Западна Украйна, както и по някакъв начин свързани с Русия, Беларус, Подолието, Волиния, Литва, Турция и т.н., трябва да останат в Лвов. Това правило се следва дори по отношение на материали, в които само веднъж се споменава нещо, свързано с териториите на Западна Украйна.
През 1949 – 1952 г. със заповед на секретаря на партията в Лвов „неудобните полски експонати“, събрани в рамките на „очистване на сборниците“ от 1944 г. и намиращи се в 70 кутии, са трайно унищожени, най-вероятно на територията на Ossolineum, като след тях не остава дори никакъв списък.
От Библиотека Ossolineum украинците първоначално планират да предадат едва 30 хиляди тома книги. Този брой неколкократно е увеличаван, докато най-накрая през май 1946 г. достига 150 хиляди стари печати, печати от XIX и XX в. и ръкописи. Това обаче представлява едва 15 – 20 % от всички сборници, при което изобщо не са включени сборниците с полски списания от XIX – XX в.
Полският персонал извършва работата само технически, докато решенията, управлението и контролът е поверен в ръцете на украинците. Помещенията, в които се извършва опаковането, са затваряни и полският персонал няма достъп до тях, а цялата дейност се извършва с невероятно темпо. 
Колекциите пристигат в тънещия все още в руини Вроцлав през същата година (1946) като „дар от съветския народ за полския народ“.
Сборниците, привозени от Лвов, остават в сградата на бившия манастир на Ордена на рицарите на кръста с червена звезда, където от началото на XIX в. функционира мъжка католическа гимназия. Сградата е ремонтирана и там е отворена читалня през 1947 г.
През 1953 г. Националният институт „Осолински“ е включен в структурата на Полската академия на науките и е разделена на 2 части: Библиотека ПАН и Издателство ПАН.
През 1995 г. Сеймът на Република Полша възстановява статута на учреждение на Националния институт „Осолински“. През 1997 г. отново е отворен Музеят на Любомирските князе, който функционира като отдел на Института. През 2013 г. Издателството също се връща към структурата на Института.
През 2006 г. в Лвов е открито постоянно бюро на пълномощника на Националния институт „Осолински“ във Вроцлав, което се помещава в ремонтираната сграда на Библиотека „Баворовски“. Тя се състои от изложбена зала и офис за служителя на Ossolineum, който участва в копирането на лвовските сборници, приготвя каталога, сигнализира за състоянието на сборниците и потребността от консервация.
Националният институт „Осолински“ става лауреат на IX издание на наградата „Професор Александер Гейщор“. Отличието е признание за 190-годишното събиране и колекциониране на най-ценните сборници с особено значение за полската култура.

## Библиотека
Библиотеката има национален характер. Ossolineum притежава ръкописи на най-бележити полски писатели и поети: Адам Мицкевич, Юлиуш Словацки, Адам Асник, Хенрик Сенкевич, Ян Каспрович, Владислав Реймонт, Стефан Жеромски, Тадуеш Ружевич.
Преди Втората световна война библиотека Ossolineum съхранява повече от 220 хил. творби, над 6 хиляди ръкописа, над 9 хиляди автографа, повече от 2 хиляди дипломи и 3 хиляди карти.
Ossolineum съхранява също така най-голямата в Полша пълна колекция на полската преса от XIX и XX в., която след Втората световна война остава в Лвов.
Със закон от 5 януари 1995 г. Националният институт „Осолински“ получава статут на учреждение, дотирано с държавен бюджет, с което Ossolineum не е вече подчинена институция на Полската академия на науките. Ossolineum осъществява контакт с библиотека „В. Стефаник“ в началото на 1990-те години. През 1997 г. Полша подава молба за връщане на колекциите „Осолински“, останали в Лвов. През 2003 г. Ossolineum получава пълен достъп до полската колекция, съхранявана в библиотека „В. Стефаник“, с възможност да бъде копирана.
|  | Тази страница частично или изцяло представлява превод на страницата Zakład Narodowy im. Ossolińskich в Уикипедия на полски. Оригиналният текст, както и този превод, са защитени от Лиценза „Криейтив Комънс – Признание – Споделяне на споделеното“, а за съдържание, създадено преди юни 2009 година – от Лиценза за свободна документация на ГНУ. Прегледайте историята на редакциите на оригиналната страница, както и на преводната страница, за да видите списъка на съавторите. ВАЖНО: Този шаблон се отнася единствено до авторските права върху съдържанието на статията. Добавянето му не отменя изискването да се посочват конкретни източници на твърденията, които да бъдат благонадеждни. |